# Молодший юрист
Молодший юрист — найнижчий класний чин в органах прокуратури СРСР, також у деяких державах які утворилися після розпаду СРСР у 1991 році (наприклад у Російській Федерації).

## Історія
У СРСР класний чин молодшого юриста з'являється згідно з указом Президії ВС СРСР від 16.09.1943 року «О встановленні класних чинів для прокурорсько-слідчих органів прокуратори». Даний класний чин відповідав посадам помічників прокурорів автономних округів, міст, районів, транспортних та інших прокуратур, порівняних з районними чи міськими прокуратурами.

## Історичні знаки розрізнення молодшого юриста СРСР
Знаками розрізнення молодших юристів прокуратури СРСР з 1943 року були шестикутні погони з одним просвітом, на кожному з погонів розміщувалося по одній п'ятипроменевій зірочці, що робило їх схожими на погони армійського молодшого лейтенанта. Між ґудзиком у верхній частині погона та зірочкою розташовувалася металева золочена емблема. Розмір погонів дорівнював 14(16)х4 см. Вздовж погона розміщувалася світло-зелена облямівка завширшки 0,3 см.
У 1954 році погони для прокуратури було скасовано, а знаки розрізнення чинів переходять на оксамитові петлиці з золотою облямівкою завширшки 3 мм. Молодший юрист мав петлиці з одним просвітом та з одною п'ятипроменевою зірочкою. Розмір петлиць дорівнював 100(95 у скошеній частині)х33 мм, розмір зірочки дорівнював 15 мм. У верхній частині петлиці розміщувалася емблема.